# Komisija za ženske v znanosti
Komisije za ženske v znanosti deluje kot ekspertno telo  ministrstva, pristojnega za znanost v Sloveniji. Za štiriletno mandatno obdobje je bila ustanovljena leta 2001 tedaj z daljšim nazivom Komisije za uveljavitev vloge žensk v znanosti. Ker je komisija ministrstvu nudila pomembno pomoč pri oblikovanju znanstvene politike v Sloveniji, ji je to redno obnavljalo mandat. 
Od začetka do leta 2009 sta komisiji izmenično predsedovali dr. Tamara Lah Turnšek in dr. Maca Jogan. V tretjem mandatnem obdobju od 2010 do 2013 je komisiji predsedovala dr. Mirjana Ule. V četrtem mandatnem obdobju od leta 2014 do 2018 ji je predsedovala prof. dr. Marija Bešter Rogač. V petem mandatnem obdobju, od leta 2018, ko se je komisija preimenovala v Komisijo za enake možnosti na področju znanosti, ji predseduje dr. Andreja Gomboc.
Komisija je bila in ostaja zelo dejavna na področju informiranja in ozaveščanja javnosti o vprašanjih žensk v znanosti. Prispevala je tudi k zbiranju podatkov in analize stanja. Ena najpomembnejših raziskav je bila akcija zbiranje podatkov in analiza plač v javnih raziskovalnih zavodih v obdobju 2001 do 2005. Ta raziskava se je nadaljevala z zbiranjem podatkov do leta 2009. Raziskava je potrdila neenakost med spoloma v javnih raziskovalnih zavodih v Sloveniji. Podobne akcije se še nadaljujejo, rezultate svojih raziskav pa Komisija objavlja na spletni strani ministrstva  in na javnih posvetih, ki jih zadnjih nekaj let na različnih lokacijah organizirajo pred 8. marcem.
Komisija za ženske v znanosti daje pripombe in dopolnitve na strateške dokumente in pravne akte, ki vplivajo na izboljšanje položaja znanstvenic v Sloveniji. Prizadeva si za sodelovanje z mediji, ki je večinoma potekalo skozi aktivno medijsko pojavljanje članic in članov. Komisija pri svojem delu sodeluje z Javno agencijo za raziskovalno dejavnost Republike Slovenije (ARRS) v smeri odprave diskriminatornih določil pri pridobivanju sredstev za raziskovalno delo oziroma pri ocenjevanju prijaviteljev in prijaviteljic, ki so običajno nastopili v primeru izrabe porodniškega oziroma materinskega dopusta. Rezultat skupnega sodelovanja je bilo sprejetje pravilnikov ARRS, ki določajo spolno ustrezno sestavo stalnih in občasnih strokovnih teles. Tudi Ministrstvo, ki je imenovalo komisijo, upošteva načelo enakopravnosti pri imenovanju svojih predstavnikov in predstavnic v različna odločevalska telesa v znanosti. Zaradi navedenih ukrepov je trenutni delež žensk v tovrstnih telesih bolj uravnotežen kot v preteklosti. Ker pa kljub navedenemu pravilniki ne zadostujejo komisija na različne načine spodbuja odziv žensk in njihove prijave h kandidaturam za posamezne položaje.
Komisijo za ženske v znanosti posebno pozornost namenja tudi analizi podeljevanje državnih nagrad in priznanj v znanosti in tehnologiji in si prizadeva, da bi bilo le-to bolj uravnoteženo. Tudi na tem področju namreč močno primanjkujejo tako podeljene nagrade, kot tudi kandidature zanje.